# Io sono Dot
Io sono Dot (Fender Lizards) è un romanzo di formazione dello scrittore statunitense Joe R. Lansdale, pubblicato nel 2015.

## Trama
(Joe R. Lansdale, Io sono Dot)
Dot Sherman ha diciassette anni e lavora come cameriera sui pattini a rotelle (in gergo fender lizard) al "Dairy Bob", un fast food nella cittadina di Piney Woods, nel Texas orientale. Dodici anni prima suo padre aveva abbandonato la famiglia, composta da Dot, sua sorella più grande Raylynn, il fratello minore Frank, la moglie e la nonna, e da allora non si era più fatto vedere né sentire. Dot vive in una roulotte e, seppure il suo sogno sia di continuare gli studi al college, la scarsa fiducia nelle sue possibilità non le dà molte speranze ed è convinta che il suo destino sarà di diventare estetista, stenografa o infermiera e, come tutte le donne nella sua famiglia, ragazza madre.
La situazione familiare di Dot si complica quando Raylynn, di ventitré anni, con due figli piccoli, viene malmenata dal violento compagno: Dot interviene picchiando l'uomo e dando rifugio alla sorella e ai figli nella già affollata roulotte. Nel frattempo si presenta un uomo, un certo Elbert che si accampa con il suo furgone davanti alla roulotte di Dot affermando di essere il fratello del padre fuggito. Dopo l'iniziale sfiducia della famiglia verso questo parente mai conosciuto prima, tra Dot e il sedicente zio, ex carcerato per tentata rapina, si instaura complicità, specie quando Dot deve affrontare un processo per l'aggressione del marito della sorella e viene condannata scontare una lieve pena di alcune ore di servizio sociale in un canile, oppure quando fa la conoscenza con Herb, benestante ragazzo del quale si innamora, ricambiata.
Quando un circo si presenta in città offrendo un premio di 10000 $ alla squadra che vincerà una gara di roller derby femminile contro la propria compagine, Dot organizza tra le colleghe di lavoro, tra cui la sorella Raylynn, una squadra sponsorizzata dal proprietario del Dairy Bob che assumerà il nome "Fender Lizards" e che verrà allenata dallo stesso Elbert, con un breve passato di pattinatore.
Durante il lavoro Dot si infortuna ed è costretta a sospendere gli allenamenti per alcuni giorni. Coglie l'occasione per fare delle ricerche sul padre. Scopre che vive poco lontano e si fa accompagnare da lui dal riluttante Elbert. In un confronto con il padre Dot scopre che Elbert non è lo zio ma un suo ex compagno di prigione che si è finto suo fratello per desiderio di costruirsi una propria famiglia, seppure fittizia. Il padre di Dot, che nel frattempo convive con una donna con cui ha avuto un figlio, al contrario, era fuggito per codardia, assalito dalla responsabilità familiari. Inizialmente Dot non vuole più avere nulla a che fare né con il padre, né con Elbert ma, pian piano, si riconcilia con entrambi.
Arriva il giorno della gara e Dot e le sue compagne vivono l'evento come un momento di riscatto sociale e, pur consce dell'inferiorità delle "Fender Lizards" rispetto alle avversarie, rifiutano una mazzetta offerta loro dal proprietario del circo affinché perdano l'incontro. Alla fine dalla gara le "Fender Lizards" finiranno duramente sconfitte ma otterranno il rispetto del pubblico e delle avversarie, riacquistando fiducia in sé stesse.
Dot perdona Elbert che tornerà a vivere con la famiglia acquisita, avendo stretto un rapporto sentimentale con la madre della ragazza. La ragazza, inoltre, decide di accettare l'offerta di riconciliazione con il padre e di frequentare l'università per lavorare, nel futuro, come veterinaria, avendo scoperto la sua passione per i cani durante il servizio sociale.

## Edizioni
- (EN) Joe R. Lansdale, Fender Lizards, New York, Subterranean Press, 2015, ISBN 978-1-59606-717-2.
- Joe R. Lansdale, Io sono Dot, traduzione di Luca Briasco, Einaudi stile libero Big, Torino, Einaudi, 2017, ISBN 9788806232177.